# Vaisseau spatial Gemini n°2

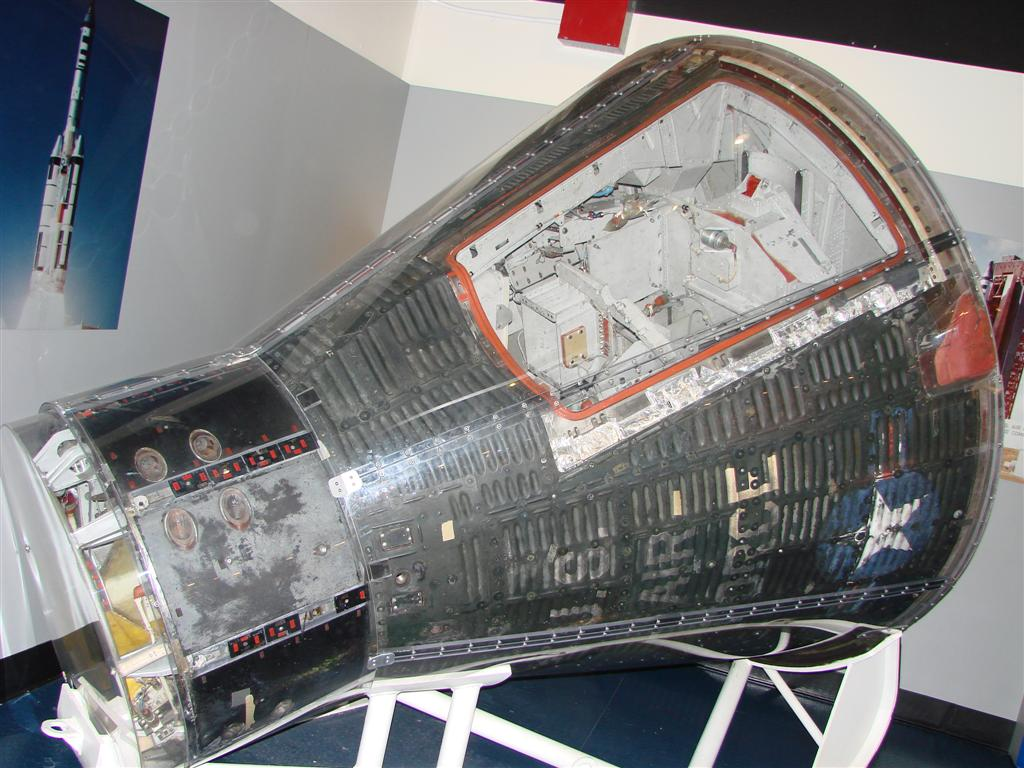
Le vaisseau spatial Gemini n°2 exposé à la National Air and Space Museum.

Le vaisseau spatial Gemini n°2, officiellement connu sous le nom de Gemini SC-2, est le second vaisseau spatial Gemini complet pour le programme Gemini de la National Aeronautics and Space Administration (NASA).
Cette capsule construite par McDonnell Aircraft Corporation est le premier engin spatial à être réutilisé, volant deux fois dans l'espace suborbital, sur les missions Gemini 2 (sur lanceur Titan 2) et Gemini-B du Manned Orbiting Laboratory (MOL) lors du vol d'essai OPS 0855.
Le vaisseau spatial est actuellement exposé à la Smithsonian Institution, au National Air and Space Museum à Washington.